# Ты позволил снова (гимн)
Ты позволил снова (Боже! Слышать слово; нем. Segne und behüte) — популярный евангельский гимн. Входит в сборник как лютеранских (в «зеленом сборнике» ЕЛЦИ, № 74), так и баптистских песен (Песнь возрождения, № 3). Авторство текста, по-видимому, принадлежит И. Проханову. Первоначально песня вошла в сборник Гусли под номером 443

## Лютеранская версия
Ты позволил снова 
 Нам услышать Слово. 
 К нам склони святой Свой лик, 
 Чтобы свет Твой в нас проник.
И пребудь дарами 
 И поныне с нами. 
 Дай нам Духа благодать, 
 Дай Христа душой принять.
Восхвалите ж Бога 
 Во Христе живого! 
 Он спасения венец,
 Он начало и конец!

## Баптистская версия
В изначальном варианте первые две строки пелись как Боже! Слышать слово Ты позволил снова. Последняя строка гимна звучала как Он наш Пастырь и Отец (хотя относилась ко Христу — чем, возможно, и была вызвана последующая редакция).